# Reisdocument
Een reisdocument is een document dat de houder toestemming verleent tot het betreden van en reizen door een bepaald land of gebied.
Tot de reisdocumenten behoren de volgende documenten:
- paspoort
- elektronische reisvergunning (ETA)
- diplomatiek paspoort
- identiteitskaart (na een komende wetswijziging is een Nederlandse identiteitskaart formeel geen reisdocument)
- laissez-passer
- visum
- terugkeervisum
- reisdocument voor vreemdelingen

## Documentnummer O of 0?
In het documentnummer van de Nederlandse reisdocumenten komt de letter "O" niet voor. Het is wel mogelijk dat het documentnummer het cijfer "0" (nul) bevat.